# Mariarosaria Rossi
Mariarosaria Rossi (Piedimonte Matese, 8 marzo 1972) è una politica italiana, già deputata dal 2008 al 2013 e senatrice dal 2013 al 2022.

## Biografia
Figlia di una dipendente dell'Agenzia delle entrate e di un titolare di un deposito dei Monopoli di Stato, ha un fratello di nome Vittorio; si diploma all'istituto tecnico commerciale e negli anni novanta è animatrice e PR nelle discoteche romane. Venerdì 1º aprile 1994 si sposa con Antonio Persici; entrambi si tesserano a Forza Italia, occupandosi da subito di fondare e organizzare dei club nella capitale, atti a diffondere il neonato partito politico. Inoltre organizzano eventi in collaborazione con Antonio Tajani e Alfredo Antoniozzi.
Dal 1998 diventa imprenditrice nel settore del recupero crediti con la Euro Service Group del marito Antonio Persici, dal quale ha un figlio, Lorenzo.
Nel 2006 diventa collaboratrice di Francesco Giro e organizzatrice di eventi per lui; allo stesso anno risale la sua prima esperienza politica: candidata da Forza Italia, viene eletta nel Consiglio circoscrizionale nel Municipio Roma X. Nella primavera del 2007, in occasione di alcune consultazioni romane nelle quali è organizzatrice di gazebo, Silvio Berlusconi rimane colpito dal suo entusiasmo e le fa i complimenti per l'organizzazione. Insieme a Francesca Pascale, futura compagna del Cavaliere, fa la comparsa nel video musicale di Menomale che Silvio c'è, in vista delle elezioni politiche del 2008. per le quali viene candidata con il Popolo della Libertà nella circoscrizione Lazio 1, per diretta volontà di Francesco Giro e dello stesso Berlusconi, infine risultando eletta deputata. Durante la XVI Legislatura ricopre l'incarico di membro nella commissione giustizia della Camera.
Alle elezioni europee del 2009 viene candidata nelle liste del PdL nella circoscrizione Italia Centrale, ma le 6.307 preferenze ottenute non sono sufficienti per l'elezione.
Nel suo organizzare eventi viene a contatto sempre più spesso con Berlusconi, tanto che lui stesso per l'estate 2010 decide di affidarle l'organizzazione di due cene con le deputate del partito, anche perché la sua segretaria Marinella Brambilla si sarebbe assentata per il proprio viaggio di nozze.
In seguito, al piano terra di Palazzo Grazioli, residenza romana di Berlusconi, apre un ufficio dove insieme ad una decina di collaboratori segue gli impegni lavorativi del Cavaliere, sostituendo l'ormai ex segretaria Marinella Brambilla. Viene chiamata zarina di Tor Crescenza, per essersi occupata dell'affitto del suddetto castello per Berlusconi.
Alle elezioni politiche del 2013 viene eletta al Senato della Repubblica per il PdL nella circoscrizione Lazio. Il 16 novembre di quell'anno, con la sospensione delle attività del Popolo della Libertà, aderisce a Forza Italia. Alla fine di quel mese occupa la quarta posizione tra i senatori meno presenti al Senato con il 93,73% delle assenze.
Già membro del Comitato di Presidenza e Capo dello Staff della Presidenza della rinata Forza Italia dal 24 marzo 2014, il 20 maggio seguente sostituisce Sandro Bondi come commissario straordinario del partito con il compito di tagliarne le spese e di firmare le candidature. Nel giro di due anni riuscirà a diminuire il debito da 12 a 3,5 milioni di euro. Su incarico di Berlusconi il 2 marzo 2016 viene nominata commissario del partito a Caserta e provincia. È stata anche soprannominata "la badante", in quanto assisteva personalmente Silvio Berlusconi in ogni sua uscita privata e pubblica e insieme a Giovanni Toti, Francesca Pascale, Alessia Ardesi e Deborah Bergamini formava il cosiddetto "cerchio magico" di Berlusconi. Separatasi dal marito, diviene compagna del giornalista economico di Sky TG24 Claudio Calì.
A seguito dell'operazione al cuore di Berlusconi, le donne vengono allontanate dal consiglio di famiglia (i figli, Gianni Letta, Fedele Confalonieri e Niccolò Ghedini) poiché ritenute colpevoli del suo stress; il 29 giugno 2016 la Rossi si dimette da commissario del partito, venendo sostituita da Alfredo Messina, e nel contempo viene nominata Tesoriere del Gruppo Forza Italia al Senato. A dicembre fa ritorno alla "corte" di Berlusconi per occuparsi «di commissioni minori e gestione della casa».
Alle elezioni politiche del 2018 è rieletta senatrice nel collegio plurinominale Lazio - 03 nelle liste di Forza Italia. Nel periodo seguente Rossi finisce di nuovo ai margini e nel gennaio del 2020 apre una pizzeria a San Prisco in provincia di Caserta. Il 19 gennaio 2021, Mariarosaria Rossi esprime un voto favorevole alla fiducia al governo Conte II in disaccordo con la linea del proprio partito perché «Conte, che non è un esponente di partiti, in questo straordinario e delicato momento è la nostra unica interfaccia in Italia e nel mondo». Subito dopo Antonio Tajani, vicepresidente di Forza Italia, afferma che verrà espulsa dal partito.
Il 27 gennaio aderisce a “Europeisti-Maie-Centro Democratico”, gruppo di 10 parlamentari del Misto di diversa provenienza (MAIE, CD, Autonomie, ex M5S, ex PD, ex FI). L’11 marzo seguente aderisce a Cambiamo! di Giovanni Toti e dal 30 fa parte della componente del Misto “IDeA e Cambiamo”. Tra il 16 e il 20 aprile Toti la nomina amministratrice nazionale del partito e commissario in Basilicata. Con la nascita di Coraggio Italia, il nuovo partito di Toti e Brugnaro, la Rossi diventa coordinatrice in Basilicata e membro della direzione nazionale. Il 28 ottobre, per evidenziare la presenza di Mariarosaria Rossi e Raffele Fantetti nella componente al Senato, al nome si aggiunge la dicitura "Europeisti", che poi proseguirà come sigla partitica guidata dallo stesso Fantetti.
Il 26 marzo 2022 all'Acquario di Genova conduce la convention che lancia Italia al Centro, nuovo partito di Toti. Alle elezioni politiche del 2022 viene candidata alla Camera nel collegio uninominale Campania 1 - 02 (Napoli: Quartiere 19 - Fuorigrotta)  per la coalizione di centro-destra in quota Noi moderati, lista composta da Italia al Centro, Noi con l'Italia, Coraggio Italia e UdC. Perde la sfida arrivando terza con il 22,52% (pari a 38.515 voti) dietro a Sergio Costa del M5S (39,72%) e Luigi Di Maio del centro-sinistra (24,41%), non è dunque rieletta.

## Procedimenti giudiziari
Nel 2010 alcune intercettazioni telefoniche in indagini di polizia giudiziaria, rivelano la sua abituale partecipazione alle cene bunga bunga organizzate nella residenza di Arcore del presidente del Consiglio Silvio Berlusconi. Sulla questione dichiara: «È reato rilassarsi un po'?».
Il 24 giugno 2013, nell'ambito del processo per concussione e prostituzione minorile a Silvio Berlusconi, viene trasmesso in procura il verbale della deposizione della Rossi per valutare se esistano o meno i presupposti per essere indagata per falsa testimonianza.
Il 30 giugno 2015 la Procura di Milano notifica l'avviso di fine indagini a 34 indagati tra cui la Rossi, accusata di falsa testimonianza nell'inchiesta Ruby Ter riguardante le cene di Arcore.
Il 19 ottobre 2016 viene rinviata a giudizio insieme ad altre 22 persone.
Il 15 febbraio 2023 la sua accusa cade in prescrizione mentre Berlusconi e gli altri imputati vengono assolti.